# 이현우 (성우)
이현우(1978년 ~ )는 대한민국의 성우이다. 2007년 대교방송 성우극회 5기로 입사했지만, 퇴사하였다. 이후 2008년 대원방송 1기와 KBS 34기 공채에 응시했으나 둘 다 최종 면접에서 떨어졌다. 이후 2009년에 실시된 KBS 35기 공채에서도 이름이 보였지만, 또 탈락했다. 2015년 EBS 공채 시험의 면접에서 탈락한 후 결국 성우계에서 은퇴하고 개명하여 배우로 활동중이다.

## 출연작
- 극장판 짱구는 못말려(대원방송) - 흑마인, 정훈, 유람선 선장, 태정무, 보스, 흑곰
- 교향시편 유레카7(애니맥스) - 점원
- 델토라 퀘스트(애니맥스) - 마나스
- 딸기 100%(애니맥스) - 코미야마 리키야
- 몬스터 트럭 메테오(투니버스) - 찌푸 (서지)
- 벤10: 과거로의 질주(카툰네트워크) - 무대매니저
- 수퍼멍멍이 레츠고 테피(카툰네트워크) - 썬더
- 슈퍼 슬레이(MBC)
- 스포츠 판다(애니맥스) - 우직한
- 엄마찾아 삼만리(카툰네트워크) - 조르지오
- 은하의 일기(MBC)
- 카오스 온라인 - 챈, 페르다, 솔-벤-하임, 세티어, 두발카인, 킹죠, 리버스 킹죠, 리버스 적혈
- 카페타(카툰네트워크)